# Артюр Краван
Артюр Краван (фр. Arthur Cravan; 22 мая 1887, Лозанна, Швейцария — исчез в Салина-Крус в 1918 году) — швейцарский писатель, поэт, художник и боксёр. Настоящее имя — Фабиан Авенариус Ллойд (фр. Fabian Avenarius Lloyd). Последний раз Кравана видели в Салина-Крус (Мексика) в 1918 году; скорее всего, он утонул в Тихом океане у побережья Мексики.

## Биография

### Ранняя жизнь
Родился и получил образование в Лозанне,  Швейцария. Был вторым сыном Ото Холланда Ллойда и Элен Клары Сен-Клер. Его брат Отто Ллойд был художником и фотографом, женатым на русской художнице-эмигрантке Ольге Сахарофф. Сестра его отца, Констанс Мэри Ллойд, была замужем за ирландским поэтом Оскаром Уайльдом.
Учился в английской военной академии, откуда его исключили при загадочных обстоятельствах. После учёбы, во время Первой мировой войны, путешествовал по Европе и Америке, используя различные паспорта и документы, большинство из которых были поддельными.

### Карьера

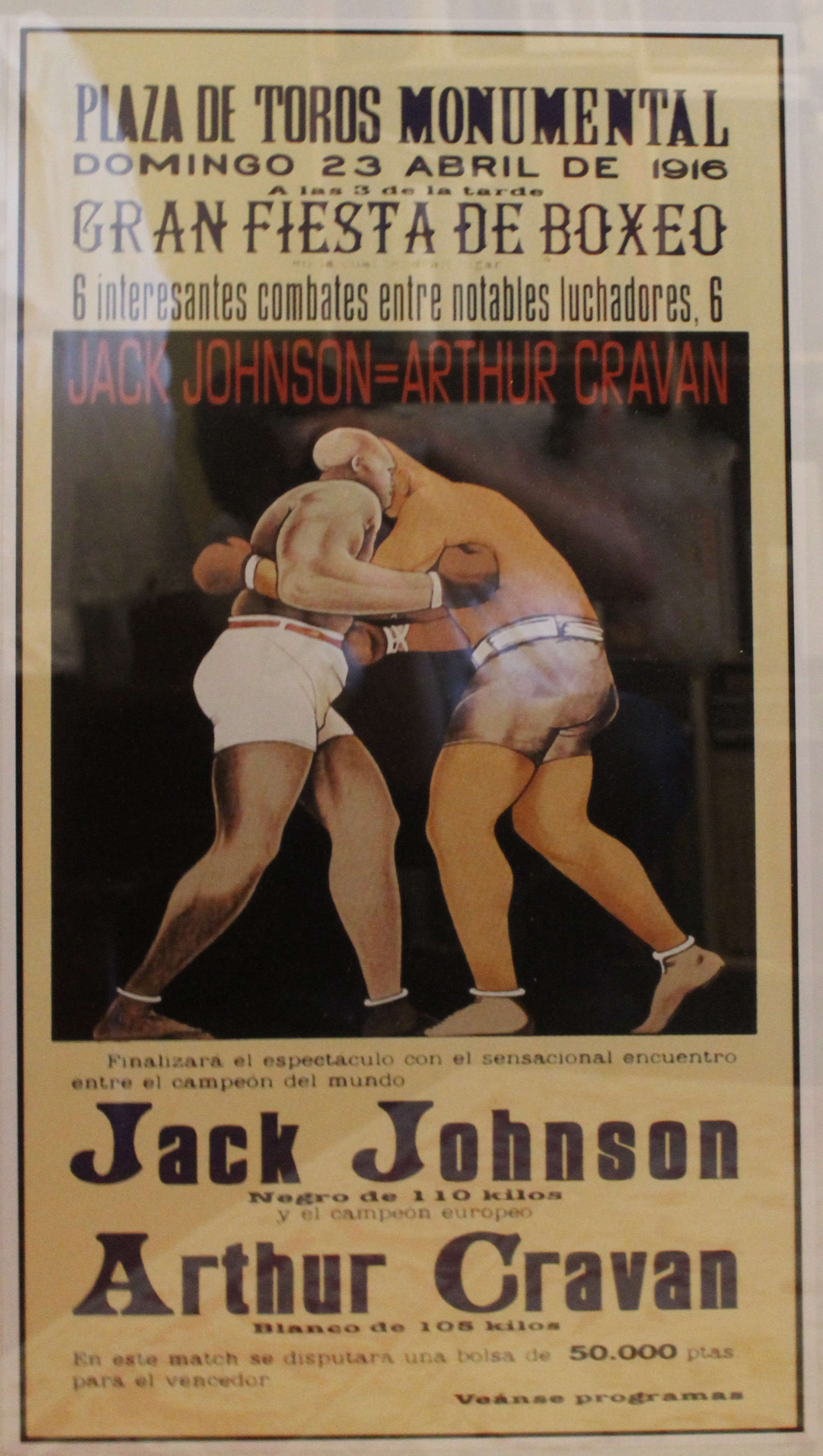
Плакат Артура Кравана и Джека Джонсона, 1916 год, 1916

Фабиан Ллойд сменил имя на Артюр Краван в 1912 году в честь своей невесты Рене Буше, которая родилась в небольшой деревне Краван на западе Франции.
Краван намеревался продвигать себя как эксцентричный поэт и искусствовед, но его интерес к искусству и литературе был провокаторским. Типичным примером такого поведения является его заявление в издававшемся им журнале „Maintenant“ (март — апрель 1914 г.) о том, что искусство „находится больше в кишках, чем в мозгу“ и что он хотел „разбить лицо“ движению современного искусства..
В 1971 году пять вышедших выпусков журнала были опубликованы Эриком Лосфельдом под названием „J'étais Cigare“ в дадаистской коллекции „Le Désordre“. Журнал создавался исключительно с тем, чтобы вызывать сенсацию; так, в статье о художественном салоне 1914 года Краван резко критиковал автопортрет Мари Лорансен. Его высказывания вызвали у любовника Мари, влиятельного модернистского критика и поэта Гийома Аполлинера ярость, что привело к вызову на дуэль. Грубая, яркая поэзия и провокационные анархические лекции и публичные выступления Кравана (часто перераставшие в пьяные драки) снискали ему восхищение Марселя Дюшана, Фрэнсиса Пикабиа, Андре Бретона и других молодых художников и интеллектуалов.
Кэролайн Берк отмечает, что Амелия фон Энде в своей книге „Циферблат“ в 1914 году утверждала, что Артюр Краван „не только перевел идею плюрализма в поэтическую форму, но и изобрел термин“ машинность», который очень подходящим образом характеризует механическую и индустриальную стороны нашего общества. […] [фон Энде]
После начала Первой мировой войны Краван покинул Париж, чтобы избежать призыва на военную службу. Во время остановки на Канарских островах в Барселоне был организован боксёрский поединок между Краваном и бывшим чемпионом мира Джеком Джонсоном, чтобы собрать деньги на проезд Артюра в Соединенные Штаты. Афиши матча рекламировали Кравана как «чемпиона Европы». Джонсон, который не знал, кто этот человек, нокаутировал Артюра после шести раундов. В своей автобиографии «Моя жизнь и битвы» Джонсон отметил, что Краван, должно быть, не тренировался.
Артюр гордился тем, что был племянником Оскара Уайльда. В 1913 году он опубликовал в «Maintenant» статью («Оскар Уайльд жив!»), в которой утверждал, что его дядя был ещё жив и навещал его в Париже. «New York Times» опубликовали слух, хотя Краван и Уайльд никогда не встречались. В 1915 году Артюр провел выставку своих картин в галерее «Bernheim Jeune» в Париже под псевдонимом Эдуар Аршинар.

### Нью-Йорк (1916—1917)
Кэролайн Берк отмечает, что 13 января 1916 года Артюр Краван прибыл в Нью-Йорк на том же корабле, что и Лев Троцкий, «всего за несколько недель до того, как кайзер объявил о возобновлении атак на пароходы». Во время путешествия Троцкий и Краван фактически познакомились, и, хотя Артюру, как сообщается, Троцкий понравился, он чувствовал, что «было бесполезно говорить ему, что результатом его революции будет создание красной армии для защиты красной свободы». Хотя методы Кравана могли соответствовать определённым анархическим и социалистическим принципам, он был стойко не аффилирован, высмеивал все представления о прогрессе и не придерживался какой-либо одной идеологии или движения.
В 1917 году Краван встретил поэтессу Мину Лой на военном балу, где дресс-кодом были движения современного искусства. Той ночью Артур должен был выступить с речью на тему «Независимые художники Франции и Америки», но Пикабиа и Дюшан напоили его так, что в конечном итоге он раскачивался и невнятно произносил речь на платформе, выкрикивая непристойности и снимая пальто, жилет, воротник и подтяжки. Это привело к его аресту, но после того, как его доставили в местный полицейский участок, Краван вскоре был спасен другом Уолтером Конрадом Аренсбергом, который отвез его в свой дом на Шестьдесят седьмой Западной улице.

### Мексика
Артюр Краван уехал из Нью-Йорка в Мексику 1 сентября с другом по имени Фрост. Примерно в это же время в своих письмах к Мине, которая оставалась в Нью-Йорке, он писал: «я чувствую себя лучше всего во время путешествий»; «когда мне приходится слишком долго оставаться в одном и том же месте, я становлюсь почти слабоумным.» Вместе Краван и Фрост отправились автостопом на север через Коннектикут,  Массачусетс и Мэн в Канаду. После многих неудачных попыток отплыть из Новой Шотландии в Ньюфаундленд из-за отказа канадских властей от отсутствия документов, Краван сел на шхуну и отправился в Мексику.
К декабрю Краван достиг Мексики и отправил Мине Лой множество писем, умоляя её присоединиться к нему и утверждая, что от этого зависит его жизнь. В одном из таких писем он умолял дать ей прядь волос: «А ещё лучше приди со всеми своими волосами». Он закончил это письмо словами: «La vie est atroce». Вскоре после этого Мина купила билет в один конец до Мексики, предполагающий 5-дневную поездку на поезде.

Лой в одном из фрагментов своей автобиографии «Колосс» вспоминает, как они жили в Мехико: 
«Наша совместная жизнь полностью состояла в блуждании по улицам рука об руку. Не имело никакого значения, чем мы занимались — занимались любовью или уважительно смотрели на консервы в бакалейных магазинах, ели тамале на углах улиц или гуляли среди сорняков.» 
Вскоре после прибытия Мины пара решила пожениться, и, поскольку они не могли позволить себе роскошную свадьбу в мексиканской часовне, связали себя узами брака 25 января 1918 года в кабинете майора с двумя прохожими людьми в качестве свидетелей.
Пара жила очень скромно, и в конце концов Краван серьёзно заболел амебной дизентерией, лихорадкой и проблемами с желудком. В это время на них усилилось давление, чтобы они покинули Мексику, поскольку Артюр, уклоняющийся от призыва, преследовался американской тайной полицией. После того, как Лой вылечила его, пара решила покинуть Мексику отдельно — Мина уехала первой, чтобы исследовать пути к отступлению в Аргентину, а Артур остался, чтобы собрать немного денег. В отчаянии Краван вступил в бой с Джимом Смитом, в котором был унизительно избит.
После воссоединения стало ясно, что Лой беременна. Было решено, что она будет путешествовать на пассажирском судне, чтобы защитить её здоровье и Кравана, а также его друзей Винчестера, Кеттелла и их шведского друга (ни один из которых не имел необходимые документы). Купив и отремонтировав дешёвое старое маленькое судно в Салина-Крус, Артюр в одиночестве отправился в Пуэрто-Анхель, на несколько дней вверх по побережью, с намерением продать или обменять его на более крупное судно, которое он затем вернет в Салина-Крус, чтобы разместить всех своих друзей в их путешествии в Чили.
Краван так и не вернулся. Предполагается, что он перевернулся и утонул в шторме, бушевавшем на море в последующие дни.
Мина Лой родила Фабьен Краван Ллойд, названную в честь её отца, 5 апреля 1919 года в Лондоне.

## В культуре
- В романе Боба Брауна «Ты должен жить» (1932) персонаж Рекс берет на себя роль Кравана и Риты в Лой.
- «Shadow-Box» (1999), роман ирландского писателя Антонии Лог, представляет собой вымышленную версию переплетения жизней Кравана, Мины Лой и Джека Джонсона, первого чёрного чемпиона мира в супертяжелом весе[16].
- Краван против Кравана (2002), документальный фильм каталонского испанского режиссёра Исаки Лакуэста, прослеживает историю Кравана через инсценировки с участием французского боксера и режиссёра Фрэнка Никотры[17].